# داو ایر سرویسز
داو ایر سرویسز (به انگلیسی: Dove Air Services) یک شرکت هواپیمایی است که در تاریخ ۲۰۰۷ میلادی تأسیس شده است. دفتر مرکزی داو ایر سرویسز در خرطوم، سودان واقع شده‌است و قطب این شرکت هواپیمایی در فرودگاه بین‌المللی خرطوم قرار دارد.